# 1988년 로스앤젤레스 영화 비평가 협회상
제14회 로스앤젤레스 영화 비평가 협회상은 1988년 12월 10일 발표되어 1989년 1월 24일에 열린 시상식이다.

## 수상 및 후보

### 작품상
- 리틀 도리트

### 감독상
- 데드 링거 - 데이빗 크로넨버그 수상

### 남우주연상
- 빅 - 톰 행크스 수상
- 펀치라인 - 톰 행크스 수상

### 여우주연상
- 허공에의 질주 - 크리스틴 라티 수상

### 남우조연상
- 리틀 도리트 - 알렉 기네스 수상

### 여우조연상
- 데드 링거 - 쥬느비에브 뷰졸드 수상
- 모던스 - 쥬느비에브 뷰졸드 수상

### 각본상
- 19번째 남자 - 론 쉘톤 수상

### 촬영상
- 베를린 천사의 시 - 헨리 알레칸 수상

### 음악상
- 모던스 - 마크 아이샴 수상

### 외국어영화상
- 베를린 천사의 시 - 빔 벤더스 수상

### 다큐멘터리상
- 호텔 터머너스 - Marcel Ophuls 수상

### 독립영화상
- 대영제국의 몰락 - 데릭 저먼 수상
- Amerik - Al Razutis 수상

### 특별공헌상
- 누가 로져 래빗을 모함했나 - 로버트 제멕키스 수상